# Saison 1 d'Andi Mack
Chronologie
Saison 2
Cet article présente les douze épisodes de la première saison de la série télévisée américaine Andi Mack, diffusée entre le 7 avril 2017 et le 23 juin 2017 sur Disney Channel aux États-Unis.
En France la saison commence officiellement le 5 mars 2018.

## Distribution

### Acteurs principaux
- Peyton Elizabeth Lee : Andi Mack
- Joshua Rush : Cyrus Goodman
- Sofia Wylie : Buffy Duscoll
- Asher Angel : Jonah Beck
- Lilan Bowden : Rebecca « Bex » Mack
- Lauren Tom : Celia Mack

### Acteurs récurrents
- Stoney Westmoreland : Henry Mack (épisodes 1-2, 4-5, 7-8, 10)
- Emily Skinner : Amber (épisodes 1-2, 4-7, 12)
- Garren Stitt : Marty (épisodes 4, 6, 9, 12)
- Trent Garrett (en) : Bowie Quinn (épisodes 6 - 8, 12)
- Chelsea T. Zhang : Brittany (épisodes 3 - 4, 6)
- Anson Bagley : Gus (épisodes 2, 5, 11)

### Acteurs invités
- Lonzo Liggins : Coach Reznikoff (épisode 3)
- Dee Macaluso : Mrs. Devlin (épisode 3)
- Colleen Baum : Lillian (épisode 4)
- Molly Jackson : Iris (épisodes 5)
- Sarah Kent : Mrs. Dullridge (épisode 7)
- David Brown : Photographe 1 (épisode 11)
- Tito Livas : Photographe 2 (épisode 11)
- Oliver Vaquer : Mr. Metcalf (épisode 11)
- CJ Strong : Kip (épisode 12)

## Production
La production de la série a débuté en 2015 lorsque le président de la Disney Channels Worldline, Gary Marsh réussi à convaincre Terri Minsky de créer une nouvelle série pour Disney Channel après Lizzie McGuire en 2001, et ce malgré le fait qu'elle soit réticente à cette idée au tout début. Elle aurait trouvé l'inspiration pour cette série dans un article de Jack Nicholson qui raconte quand il a découvert que la personne qu'il considérait comme sa sœur était en réalité sa mère.
Le tournage a débuté en septembre 2016 à Salt Lake City et s'est achevé avant la fin de l'année.
La série a été diffusée pour la première fois sur Disney Channel USA le 7 avril 2017, puis les deux premiers épisodes formant le film Tomorrow Starts Today ont été publiés sur tous les services de VOD et replay de la chaîne le 10 avril 2017.
La première saison compte treize épisodes mais seulement douze d'entre eux ont été diffusés entre le 7 avril et le 23 juin 2017.

## Liste des épisodes

### Épisode 1:Treize ans
- États-Unis : 7 avril 2017 sur Disney Channel
- France : 17 octobre 2017 (Av. 1re) / 5 mars 2017 sur Disney Channel

- États-Unis : 1,24 million de téléspectateurs[4]

- Stoney Westmoreland (Ham)
- Emily Skinner (Ambre)
- Anson Bagley (Gus)

Disney Channel a créé ces épisodes dans le cadre d'un double épisode spécial intitulé «Tomorrow Starts Today», mais ils ont ensuite été diffusés et vendus sous la forme d'épisodes réguliers séparés intitulés «13» et «Outside the Box».

### Épisode 2:Un secret bien gardé
- États-Unis : 7 avril 2017 sur Disney Channel
- France : 6 mars 2018 sur Disney Channel

- États-Unis : 1,24 million de téléspectateurs[4]

- Stoney Westmoreland (Ham)
- Emily Skinner (Ambre)
- Anson Bagley (Gus)

### Épisode 3:Braver l'interdit
- États-Unis : 14 avril 2017 sur Disney Channel
- France : 7 mars 2018 sur Disney Channel

- États-Unis : 1,19 million de téléspectateurs[5]

Chelsea T. Zhang (Brittany)

### Épisode 4:Une fête d'enfer
- États-Unis : 21 avril 2017 sur Disney Channel
- France : 8 mars 2018 sur Disney Channel

- États-Unis : 1,27 million de téléspectateurs[6]

### Épisode 5:Jalousie
- États-Unis : 28 avril 2017 sur Disney Channel
- France : 12 mars 2018 sur Disney Channel

- États-Unis : 1,40 million de téléspectateurs[7]

- Stoney Westmoreland (Ham)
- Emily Skinner (Ambre)
- Molly Jackson (Iris)

### Épisode 6:Andi versus Ambre
- États-Unis : 5 mai 2017 sur Disney Channel
- France : 13 mars 2018 sur Disney Channel

- États-Unis : 1,41 million de téléspectateurs[8]

- Emily Skinner (Ambre)
- Chelsea T. Zhang (Brittany)
- Garren Stitt (Marty)
- Trent Garrett (Bowie)

### Épisode 7:L'influence d'un père
- États-Unis : 12 mai 2017 sur Disney Channel
- France : 14 mars 2018 sur Disney Channel

- États-Unis : 1,49 million de téléspectateurs[9]

- Stoney Westmoreland (Ham)
- Emily Skinner (Ambre)
- Trent Garrett (Bowie)

### Épisode 8:Un père très embarrassant
- États-Unis : 19 mai 2017 sur Disney Channel
- France : 15 mars 2018 sur Disney Channel

- États-Unis : 1,48 million de téléspectateurs[10]

### Épisode 9:Telle mère, telle fille
- États-Unis : 2 juin 2017 sur Disney Channel
- France : 19 mars 2018 sur Disney Channel

- États-Unis : 1,41 million de téléspectateurs[11]

### Épisode 10:Nouvelle maison, nouvelle vie
- États-Unis : 9 juin 2017 sur Disney Channel
- France : 20 mars 2018 sur Disney Channel

- États-Unis : 1,29 million de téléspectateurs[12]

### Épisode 11:Révolution
- États-Unis : 16 juin 2017 sur Disney Channel
- France : 21 mars 2018 sur Disney Channel

- États-Unis : 1,38 million de téléspectateurs[13]

### Épisode 12:La meilleure des surprises
- États-Unis : 23 juin 2017 sur Disney Channel
- France : 22 mars 2018 sur Disney Channel

- États-Unis : 1,94 million de téléspectateurs[14]